# Dar Bouazza
Pour les articles homonymes, voir Bouazza et Kasbah de Dar-Bouazza.
Dar Bouazza (en arabe : دار بوعزة, littéralement la maison/le lieu de Bouazza) est une commune urbaine de la province de Nouaceur, dans la région de Casablanca-Settat au Maroc.
La ville est située à environ 20 km de Casablanca. Elle couvre une superficie de 48,36 km2 et enregistre une population de 302 970 en 2024.
La commune est en pleine croissance démographique avec d'une part une position de nouvelle banlieue chic de Casablanca au même titre que Bouskoura et de l'autre le développement d'une ville nouvelle à vocation sociale depuis 2006 qui lui est rattachée.

## Toponymie
Le nom de la localité tire son origine de la kasbah du même nom édifiée par le notable Bou Azza Riguet au XIXe siècle.

## Histoire
La présence de l'homme à Dar Bouazza dès le Néolithique est attestée par les fouilles réalisées entre 1956 et 1962 sur le site de la nécropole El Kiffen qui aurait contenu au moins 17 individus et qui fait partie des cinq nécropoles préhistoriques importantes connues en Afrique du Nord.
Dar Bouazza devient au début des années 1950 une destination balnéaire de choix pour les casablancais à la recherche de plages moins fréquentées. Jacques Jacquier, petit fils de Gabriel Veyre surnommé l'ingénieur du sultan Abdelaziz ben Hassan, y ouvre alors un complexe touristique qui donnera son nom à la plage de Jack Beach, un des spots de surf prisés de la côte.
En 2006, la construction de la ville nouvelle Errhama est lancée sur le territoire de la commune dans le cadre du programme « Villes sans bidonville » initié par le ministère de l’Habitat et de l’Urbanisme en 2004. La population de ce nouveau pôle urbain à l'horizon 2020 devait atteindre 250 000 habitants.

## Géographie

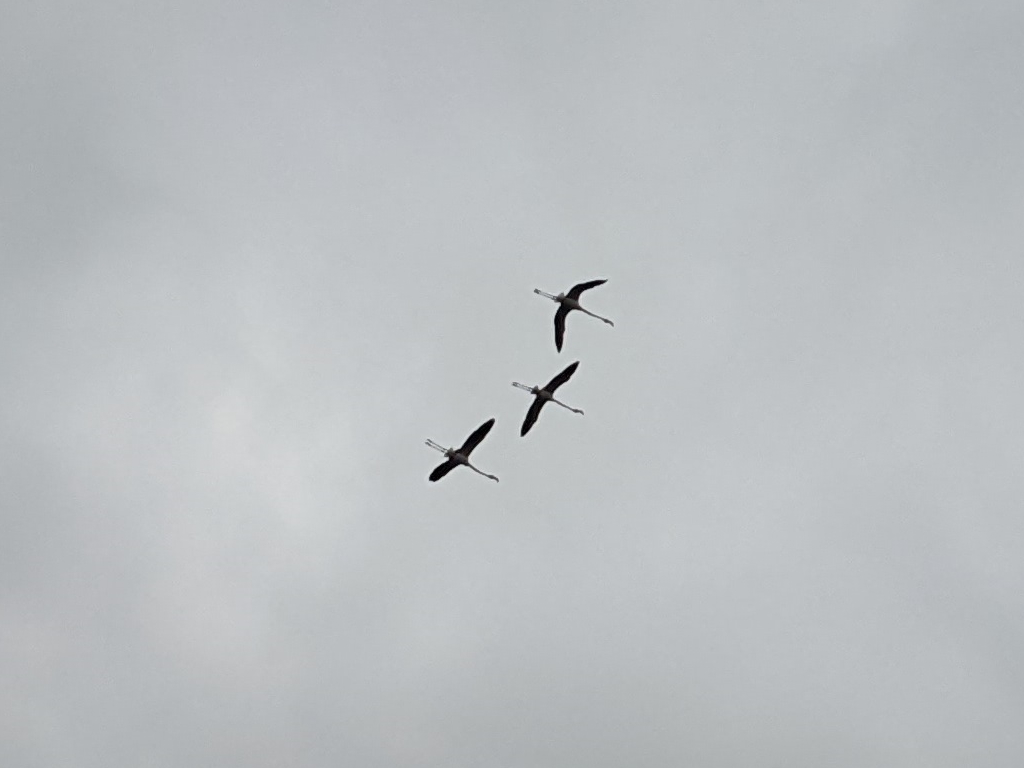
Flamants roses survolant la Daya de Dar Bouazza.

La Commune rurale de Dar Bouazza est située sur le territoire de la Province de Nouaceur sur une superficie totale de 4 836 ha, la Commune Urbaine de Dar Bouazza est délimitée au nord par l'Océan Atlantique, au sud par la commune rurale d'Ouled Azzouz, à l'est par la Commune Urbaine d’Anfa et à l'ouest par la Province de Berrechid.
Elle se compose de 2 pôles urbains principaux : le secteur Tamaris et le secteur Errhama.
La rivière Oued Merzeg (oued signifie cours d'eau en arabe) la traverse avant de se jeter dans l'Océan Atlantique à l'extrémité ouest de la plage du même nom.
Dar Bouazza héberge les dernières zones humides de la région de Casablanca appelée Daya. C'est une halte pour de nombreuses oiseaux migrateurs comme le flamant rose et la spatule blanche. La Daya est menacée de disparition par les nombreux projets de promoteurs immobiliers.